# Protestos na Tailândia em 2020
Os Protestos na Tailândia em 2020 tiveram início em meados de 2020 exigindo reformas na monarquia e no governo do país.

## Antecedentes

### O comportamento do rei durante a pandemia de Covid
O polêmico Rei Maha Vajiralongkorn, também chamado Rama X, que entre outras coisas já apareceu de top num aeroporto enquanto ainda era príncipe, repudiou filhos e esposas e é considerado um gastador de dinheiro compulsivo, não tem, de longe, a mesma aceitação e reputação de seu pai, o falecido Rei Bhumibol Adulyadej. Porém, sua imagem ficou ainda mais desgastada quando, em março de 2020, em plena pandemia de Covid-19, a imprensa descobriu que ele estava vivendo na Alemanha, num hotel exclusivo, com seu harém.
Na Tailândia, a monarquia é um tabu, pois além das realezas serem consideradas divinas, quem ofender a alguém da Casa Real pode ser condenado a prisão por até 15 anos.
"O rei da Tailândia, Rama X, embora limitado pela constituição de participar da política, é o chefe de Estado mais rico do mundo e goza de proteções extensivas às críticas através das severas leis de lèse majesté, que impedem qualquer tipo de expressão contra o monarca", escreveu o Brasil de Fato em 17 de agosto.

### A ditadura militar
Em maio de 2014, a Tailândia viu seu 12º Golpe Militar desde a reforma política da monarquia em 1932, quando as Forças Armadas Reais da Tailândia, lideradas pelo general Prayuth Chan-ocha, comandante do Exército Real Tailandês, derrubaram o primeiro-ministro Niwatthamrong Boonsongpaisan. Um Conselho Nacional para a Manutenção da Paz e da Ordem (NCPO) foi criado que, além de revogar parcialmente a constituição, declarou lei marcial e toque de recolher em todo o país, proibiu reuniões políticas, prendeu políticos e ativistas anti-golpe, impôs a censura na Internet e assumiu o controle dos meios de comunicação. 
Semanas depois, Prayuth anunciou eleições para outubro de 2015, no entanto, as eleições e o restabelecimento da Democracia foram sendo prorrogados ano após ano. Em março de 2019, o país votou pela primeira após o Golpe Militar de 2014. O correspondente da BBC News em Bangkok, Nick Beake, disse na época que "essa eleição se resume basicamente a uma escolha simples: você quer que os militares continuem no poder?".
Com a vitória do partido pró-Exército Palang Pracharat, os militares ficaram.

## Os protestos
Os protestos têm sido liderados em sua maioria por estudantes, que gritam palavras de ordem como “abaixo a ditadura” e “o país pertence ao povo”. No dia 16 de agosto, num domingo, cerca de 10 mil pessoas protestaram em Banguecoque, na maior manifestação desde os Protestos na Tailândia em 2013-2014. "Queremos uma nova eleição e um novo parlamento ao povo. Nosso sonho é ter uma monarquia que realmente esteja sujeita à constituição”, disse o ativista estudantil Patsalawalee Tanakitwiboonpon durante o discurso para a multidão. 
No dia 14 de outubro, durante as cerimônias pela morte do Rei Bhumibol, os manifestantes enfrentaram diretamente um cortejo no qual seguiam o rei, a rainha e o príncipe herdeiro. Nas ruas, enquanto a família real passava, pessoas gritaram palavras de ordem antimonárquicas, além de, segundo a Voice of America, acenar "com três dedos, um símbolo de desafio retirado dos livros e da trilogia dos filmes Jogos Vorazes". O confronto foi considerado "sem precedentes" pela revista espanhola Vanitatis, que tem uma seção dedicada apenas às Casas Reais, na história recente do país, uma vez que enfrentava também diretamente a lei de lèse majesté. Os protestantes depois marcharam rumo ao endereço do gabinete do chefe do Governo Militar, onde acabaram sendo dispersados pelas forças policiais.

## Reações oficiais
A pedido do governo, no dia 25 de agosto, o Facebook bloqueou um grupo que criticava a monarquia e tinha mais de 1 milhão de membros. Já no dia 26, o primeiro-ministro do país, o militar Prayuth Chan-och, disse que se a manifestações não parassem, o país ia entrar em colapso. "Todos estarão em terra ardente, envoltos em chamas", definiu.
A Anistia Internacional, após saber do bloqueio do Facebook, repudiou publicamente a censura e se manifestou através de Rasha Abdul-Rahim, codiretor do programa da Amnesty Tech: "mais uma vez o Facebook está cedendo aos caprichos de governos repressivos (...), estabelecendo outro precedente perigoso para a liberdade de expressão online". 
O jornal Thaiger noticiou no dia 26 de agosto que cinco (05) estudantes tinham ordens de prisão e que dois deles, Tattep Ruangprapaikitseree e Panumas Singprom, já haviam sido presos por ajudar a organizar os comícios antigovernamentais de 18 de julho.

### Estado de emergência
No dia 14 de outubro, quando os protestantes enfrentaram diretamente o rei e a lei de lèse majesté e depois marcharam, à noite, rumo ao gabinete do chefe do Governo Militar, as forças militares intervieram, dispersando os manifestantes. Cerca de 20 pessoas foram presas, incluindo os líderes do protesto Arnon Nampha e Parit “Penguin” Chiwarak, e o primeiro-ministro, o general Chan-och, declarou estado de emergência.
O estado de emergência foi suspenso no dia 22 de outubro, quando Chan-och anunciou que os protestos haviam diminuído. No entanto, a BBC escreveu que após o decreto os manifestos haviam aumentado e que o estado havia sido suspenso após os protestantes terem dado três dias, no dia 21, para Chan renunciar ou enfrentar manifestos ainda maiores. O general então suspendeu o estado de emergência e pediu que em retribuição os manifestantes parassem com seu "discurso de ódio e de divisão".

### Bloqueios na internet
No dia 16 de outubro, o governo mandou bloquear o site Change.org, depois da publicação de uma petição contra o rei Maha Vajiralongkorn, que àquela altura já tinha a adesão de cerca de 130 mil pessoas. O abaixo-assinado seria usado para exigir que o rei fosse considerado persona non grata na Alemanha e para que seus poderes fossem restringidos no seu país-natal.
Dias depois, o alvo do bloqueio foi o aplicativo Telegram, usado para organizar os protestos pró-democracia.[carece de fontes?]